# Acôrnio
Acôrnio (Akornion) foi um cidadão importante da colônia grega jônica de Dionisópolis (hoje Balčik, na costa do Mar Negro da Bulgária).
Ele é mencionado no decreto de Dionisópolis, escrito por volta de 48 a.C. pelos cidadãos da pólis. O decreto menciona que Acôrnio foi enviado para longe, em uma missão diplomática para o encontro de alguém em Argedauão (Argedauon), potencialmente as cidades dácias de Argidava ou Argedava. O decreto, uma inscrição fragmentada em mármore, está localizado no Museu Histórico Nacional de Sófia, na Bulgária.
A inscrição também se refere ao rei dácio Burebista, e uma interpretação é que Acôrnio era seu principal conselheiro (em grego clássico: πρῶτοσφίλος, literalmente "primeiro amigo") em Dionisópolis. Outras fontes indicam que Acôrnio foi enviado como embaixador de Burebista em Pompeu, para discutir uma aliança contra Júlio César.